# Neotinea commutata
Neotinea commutata (Tod.) R.M.Bateman, 2003 è una pianta erbacea appartenente alla famiglia delle Orchidacee, endemica della Sicilia.

## Descrizione
È una pianta erbacea alta 10–40 cm, morfologicamente molto simile alla congenere Neotinea tridentata, diffusa nel territorio della penisola.
Se ne differenzia per il numero cromosomico, 2n=84, doppio rispetto a quello di N. tridentata che è 2n=42.

L'infiorescenza è più conica e con fiori più grandi rispetto alla congenere peninsulare.

## Distribuzione e habitat
Neotinea commutata è un endemismo della Sicilia.
Predilige i suoli calcarei, da 0 a 1500 m di altitudine.

## Tassonomia
Questa specie, descritta per la prima volta nel 1842 dal botanico siciliano Agostino Todaro (1818-1892) con il nome di Orchis commutata, fu successivamente declassata, nel 1882, al rango di sottospecie come Orchis tridentata subsp. commutata. Nel 1997 ne è stato proposto lo spostamento all'interno del genere Neotinea come Neotinea tridentata subsp. commutata. Nel 2003 studi filogenetici hanno evidenziato significative differenze tra N. tridentata e N. commutata, sancendo nuovamente la elevazione di quest'ultima al rango di specie a sé stante.